# Paullinia elliptica
Paullinia elliptica är en kinesträdsväxtart som beskrevs av José Cuatrecasas. Paullinia elliptica ingår i släktet Paullinia och familjen kinesträdsväxter. Inga underarter finns listade i Catalogue of Life.